# Кастельнуово-Магра
Кастельнуово-Магра (итал. Castelnuovo Magra) — коммуна в Италии, располагается в регионе Лигурия, в провинции Ла Специя.
Население составляет 8135 человек (2008 г.), плотность населения составляет 581 чел./км². Занимает площадь 14 км². Почтовый индекс — 19033. Телефонный код — 0187.
Покровителем коммуны почитается святой Фиделий, празднование 7 апреля.

## Администрация коммуны
- Официальный сайт: http://www.castelnuovomagra.com/